# Place August-Strindberg

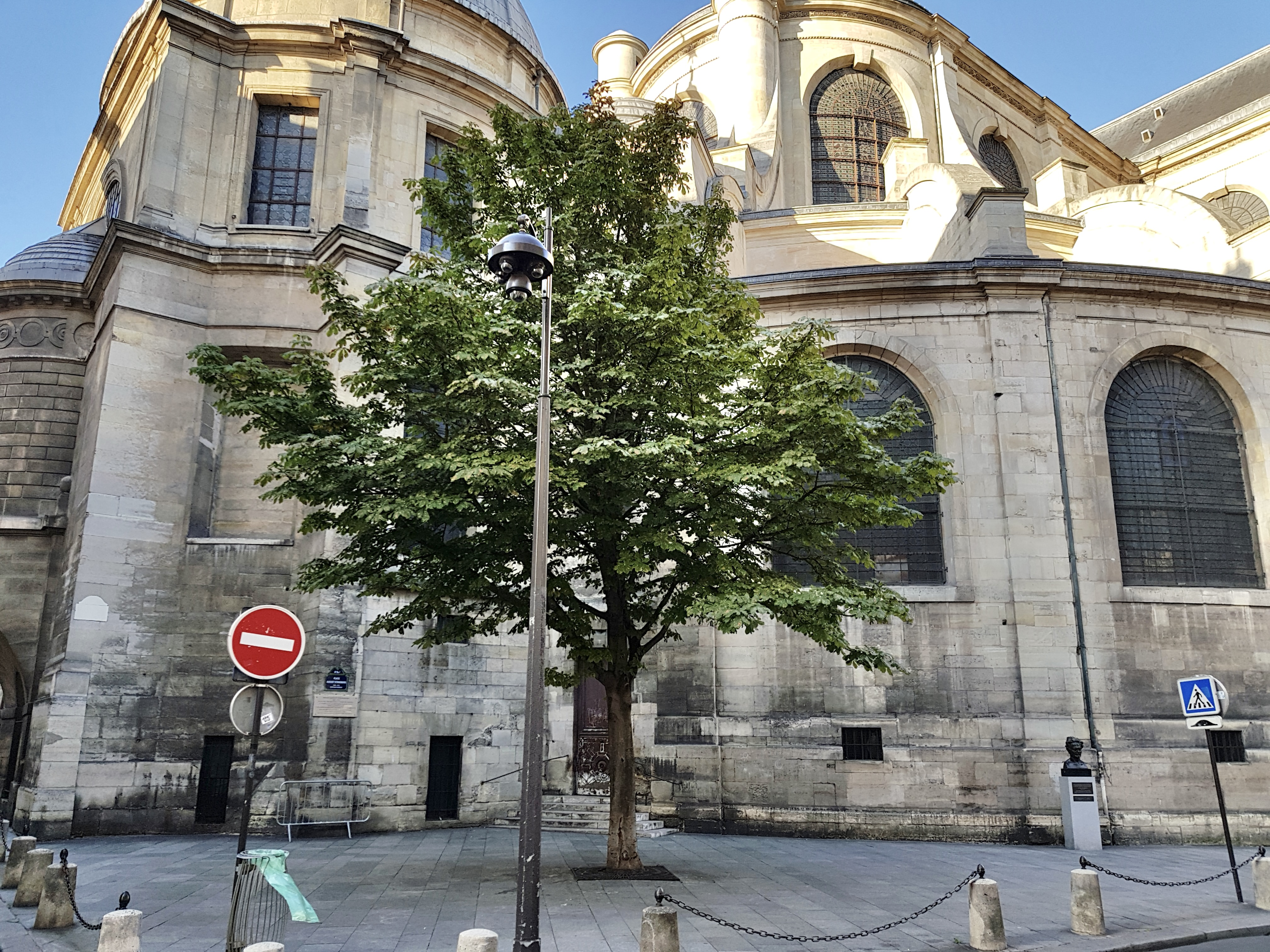
Place August-Strindberg.

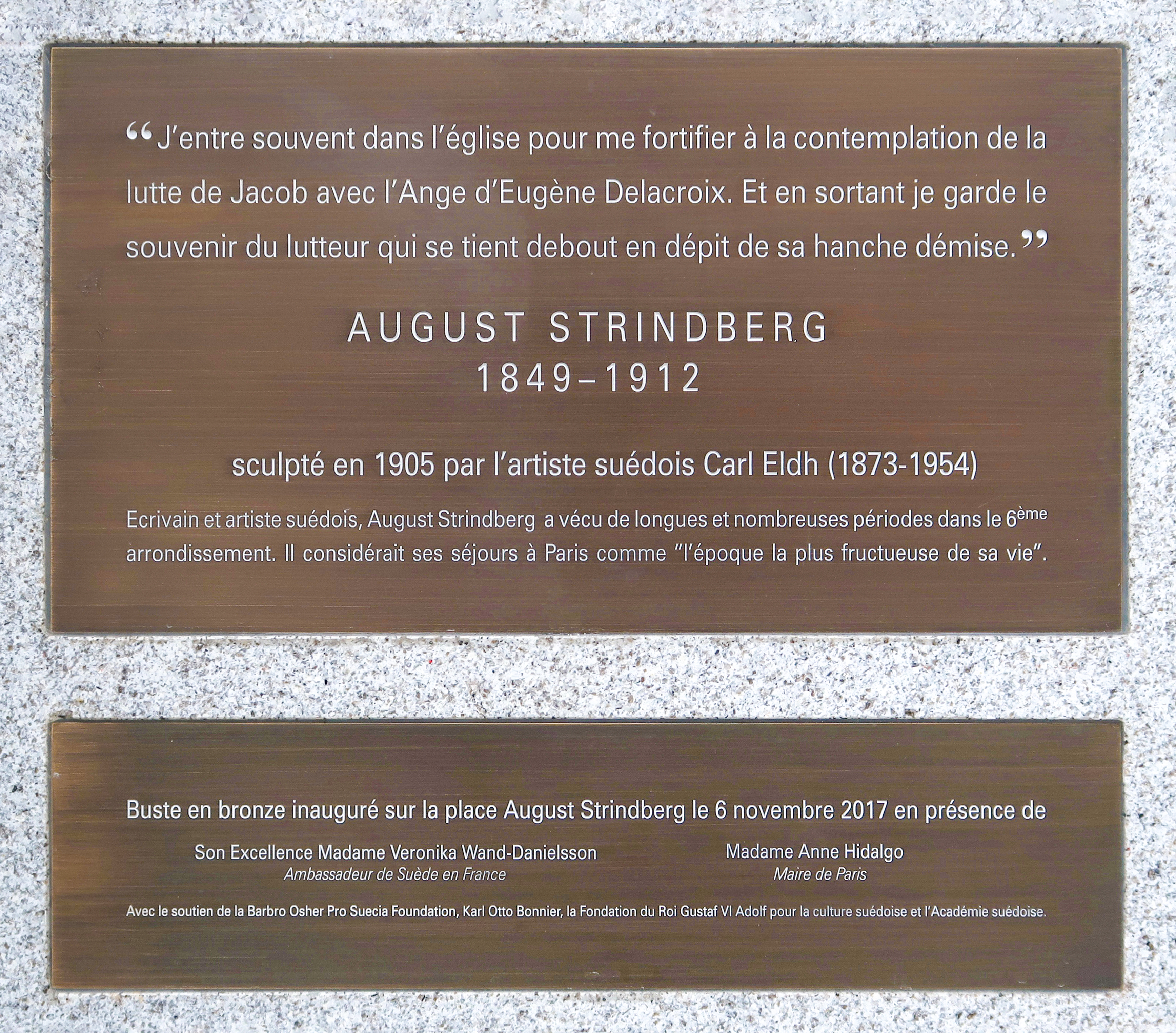
Bronsplaketter vid Carl Eldhs byst.

Place August-Strindberg är ett torg i det sjätte arrondissementet i Paris. Det är beläget vid absiden till kyrkan Saint-Sulpice och invigdes i november 2017.
Torget är uppkallat efter den svenska författaren August Strindberg som tidvis levde i Paris. Det kom till på initiativ av översättaren Jacques Robnard och journalisten Guy de Faramond. På torget finns en nygjutning av Carl Eldhs bronsbyst av Strindberg.